# 점성가

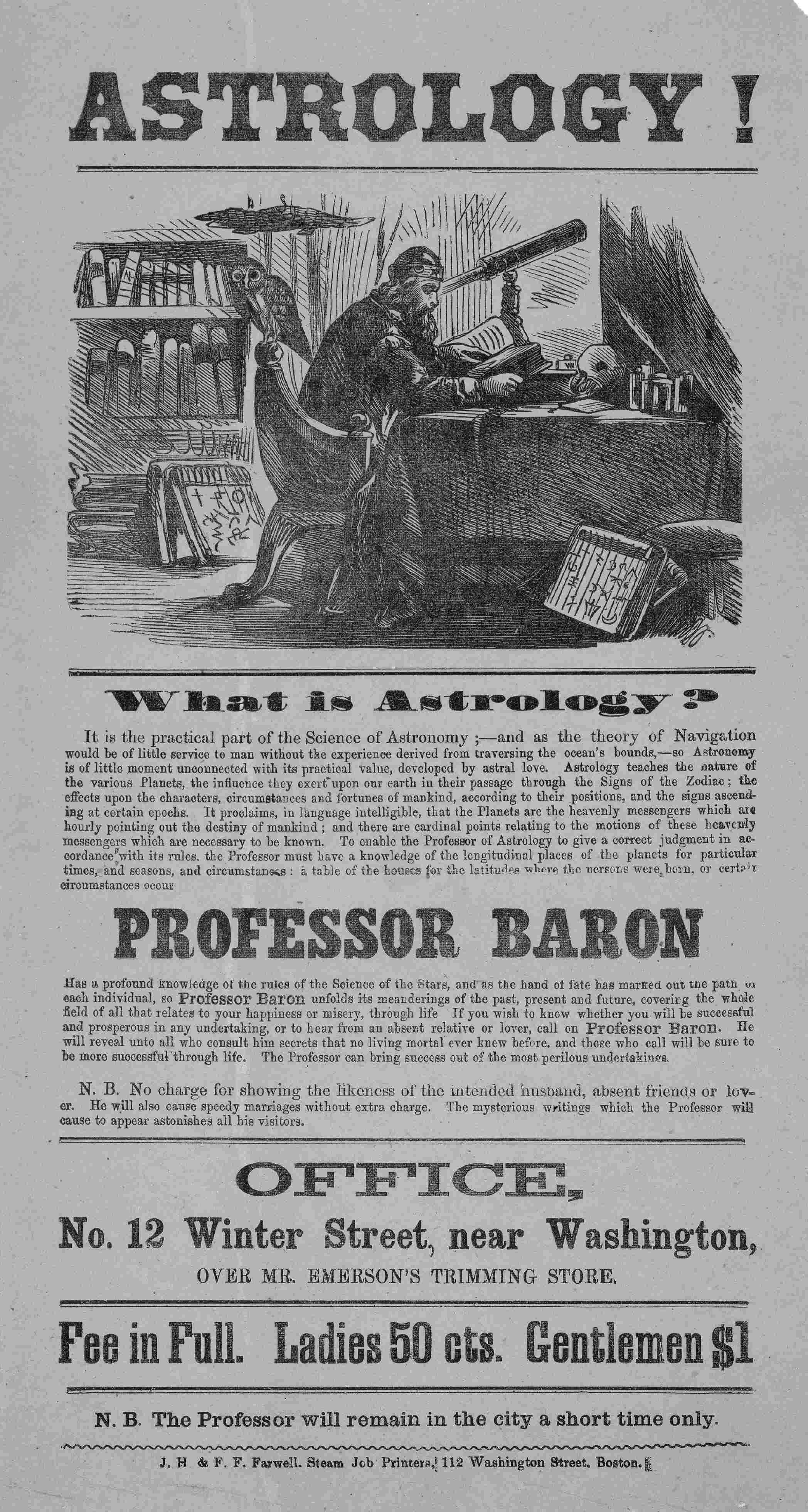
1863년 매사추세츠주 보스턴에 부착된 점성가의 직무를 묘사한 브로드사이드 광고.

점성가(占星家, astrologer) 또는 점성술사(占星術師, astrologist)는 점성술의 한 가지나 그 이상의 방식을 실천하는 사람이다. 대체로 점성가는 한 사람의 출생과 같은 특정 사건에 대한 천궁도를 그리고 나서, 그 사람을 더 잘 이해할 수 있도록 천체와 그것들의 배치를 해석하며, 그 사람이 어떠한 일을 시작하기에 길한 시간 등을 결정한다. 그러나, 점성가들이 사용하는 기법들은 다양하며, 그들은 특정한 점성술의 전통을 채택하여 그것의 정보를 따른다.
과거에 그 역할은 종종 천문적인 관측이나 천체 현상에 대한 수작업의 계산이 수반되었다. 그러나 현대에 그러한 방법들은 주로 미리 계산된 천체력과 점성술 소프트웨어로 대체된다.
역사적으로, 수학자를 뜻하는 마테마티쿠스(mathematicus)는 점성술과 천문학 그리고 수학에 숙달한 사람을 일컫는 용어였다.
인도의 일부 대학에서는 공인된 점성술 학위 과정을 제공하지만 미국과 영국 그리고 한국 등에서는 그렇지 않다. 세계 도처에 소수의 점성술 단체가 있으나 점성가들을 인증하는 특별한 자격을 갖고 있는 보편화된 단체는 없다.

## 실천
미국에서 점성술의 실천은 대부분 규제되지 않는다. 점성가가 고객을 상대로 점성술을 실천하는 데에 법적 증명서가 요구되지도 않는다. 그러나, 전문 점성가가 되기를 희망하는 사람들에게 그들의 숙련도를 증명해주는, 미국 점성가 연맹(American Federation of Astrologers)과 지구우주연구협의회(National Council for Geocosmic Research)과 같은 개인적 조직들에 의해 실시되는 여러 시험들이 있다. 한국에는 그러한 단체가 없지만, 소수의 개인적 연구자들과 소규모의 점성술 연구 공동체들이 있다.(그들 중에서 서양 점성술에 관한 사람들이 더 많다.)

## 초기의 점성가
최초로 조직화된 점성술 체계는 서력기원전 제2천년기에 메소포타미아에서 발전되었다. 바빌로니아의 징조 점성술 체계는 규정된 천체의 표시들에 근거하여 기근과 전쟁, 평화 등을 예언하는 이후의 발전된 것들에 비해서는 비교적 단순하고 직접적이다. 바빌로니아의 점성가들은 권력자들에게 그들의 의사결정에 조언하는 것으로 봉사했다.
그 당시에, 점성술과 천문학은 분리된 과목들로 구별되지 않았다. 천문적인 관측은 종종 점성학적 동기를 가진 사람에 의해 실시되었다. 실제로, 대부분의 것들에 대한 예언적 지식을 갈망하는 점성가들의 전문적 책임과 열망은 천문학의 발전을 촉진했고, 특히 바빌로니아인들이 관측 가능한 주기에 근거하여 천체의 위치와 현상을 수학적으로 예측하는 매우 정교한 기술을 발전시켰다.

## 현대의 점성가
현대에, 점성가들은 일반 대중에게 봉사하거나 조언한다. 미국의 90% 이상의 신문 매체는 천궁도 칼럼을 게재하며, 한국의 다수의 신문들과 주요 포털사이트들도 별자리 운세를 연재한다.

## 같이 보기
- 점성술